# ورزشگاه تانادیس پارک
ورزشگاه تانادیس پارک (گیلی اسکاتلندی: Pàirc Thanachais) یا همان تانادیس، یک ورزشگاه فوتبال در شهر داندی، اسکاتلند است. این ورزشگاه محل برگزاری بازی‌های خانگی باشگاه فوتبال داندی یونایتد و یکی از ورزشگاه‌های لیگ برتر فوتبال اسکاتلند است. گنجایش ورزشگاه ۱۴۲۲۳ نفر می‌باشد.